# Galatasaray S.K. (košarkaški)
Galatasaray je turski košarkaški klub iz Istanbula. Dio je sportskog društva Galatasaray S.K.

## Povijest
Ahmet Robenson, profesor tjelesne i zdravstvene kulture je studentima 1911. godine pokazao novu igru. Robenson, koji je kasnije postao predsjednikom sportskog društva Galatasaray S.K. značajno je doprinuo košarci koja je ubrzo postala veoma popularana u Turskoj. Zadnjih godina sportsko društvo više se je okrenulo nogometu i košarci u nadi da će u bližoj budućnosti klub postati vrlo uspješna selekcija. 

## Poznate ličnosti

### Poznati igrači
| - Arda Vekiloğlu - Asım Pars - Cemal Nalga - Cenk Akyol - Cüneyt Erden - Fatih Solak - Hüseyin Beşok - Kerem Tunçeri - Levent Topsakal - Murat Kaya | - Muratcan Güler - Nedim Dal - Orhun Ene - Ömer Büyükaycan - Özhan Canaydın - Serdar Apaydın - Serhat Çetin - Tamer Oyguç - Teoman Öztürk - Tolga Tekinalp | - Tufan Ersöz - Anthony Tolliver - Antonio Graves - Ben Handlogten - Brian Greene - Britton Johnsen - Charles Gaines - Chris Owens - David Henderson - Dee Brown | - Dell Demps - Frankie King - Gerald Fitch - Jaquay Walls - Lee Matthews - Lloyd Daniels - Malik Dixon - Marlon Maxey - Marshall Strickland - Maurice Baker | - Paul Dawkins - Quadre Lollis - Quinton Hosley - Randy Livingston - Robert Hite - Ron Johnson - Terrell Lyday - Thomas Kelley - Tim Breaux - Haris Mujezinović | - Tarik Valjevac - Denham Brown - Richard Petruška - Andrija Žižić - Mithat Demirel - Julius Nwosu - Kevin Daley - Dejan Milojević - Milan Gurović - Richard Petruška |

### Poznati treneri
| - Petar Sinemov - Nur Germen - Fehmi Sadıkoğlu - Faruk Akagün | - Aydan Siyavuş - Ömer Petorak - Fehmi Sadıkoğlu - Erman Kunter | - Halil Üner - Murat Özyer - Koray Mincinozlu |

## Vanjske poveznice
- Službena stranica spportskog društva (tur.) (engl.) (fr.)
- Neslužbena navijačka stranica i forum (tur.)
- Turska košarkaška liga (tur.)
- Stranica kluba na tblstat.net (engl.) (tur.)
- Stranica kluba  Arhivirana inačica izvorne stranice od 23. travnja 2009. (Wayback Machine) na Eurobasket.com (engl.)